# Ceyda Kasabalı
Ceyda Kasabalı (* 3. Januar 1987 in Istanbul) ist eine türkische Schauspielerin, Fernsehmoderatorin und Webvideoproduzentin.

## Leben und Karriere
Kasabalı wurde am 3. Januar 1987 in Istanbul geboren. Sie studierte an der Kocaeli Üniversitesi. 2011 spielte sie in den Serien Babam Sağolsun. Unter anderem bekam sie in Avrupa Avrupa eine Nebenrolle. Anschließend trat sie in den Serien Yılanların Öcü, Yunus Emre Aşkın Yolculuğu, Biz Size Döneriz, Organik Aşk Hikâyeleri, Damat Takımı und Fazla Şaapma auf.
Am 23. Juli 2016 heiratete sie den türkischen Schauspieler Fırat Albayram. Im selben Jahr erstellte sie mit ihren Ehemann ein Youtube-Kanal namens "Noluyo Ya¿".

## Filmografie
Filme
- 2017: Biz Size Döneriz
- 2017: Organik Aşk Hikâyeleri
- 2017: Damat Takımı
- 2021: Fazla Şaapma

Serien
- 2011: Babam Sağolsun
- 2013: Avrupa Avrupa
- 2014: Yılanların Öcü
- 2015: Yunus Emre Aşkın Yolculuğu
- 2017: Tutsak

## Moderation

### Ehemalig
- 2014: Kış Rotası
- 2016: İftara Bizdesiniz